# Ehrenfried Rudolph

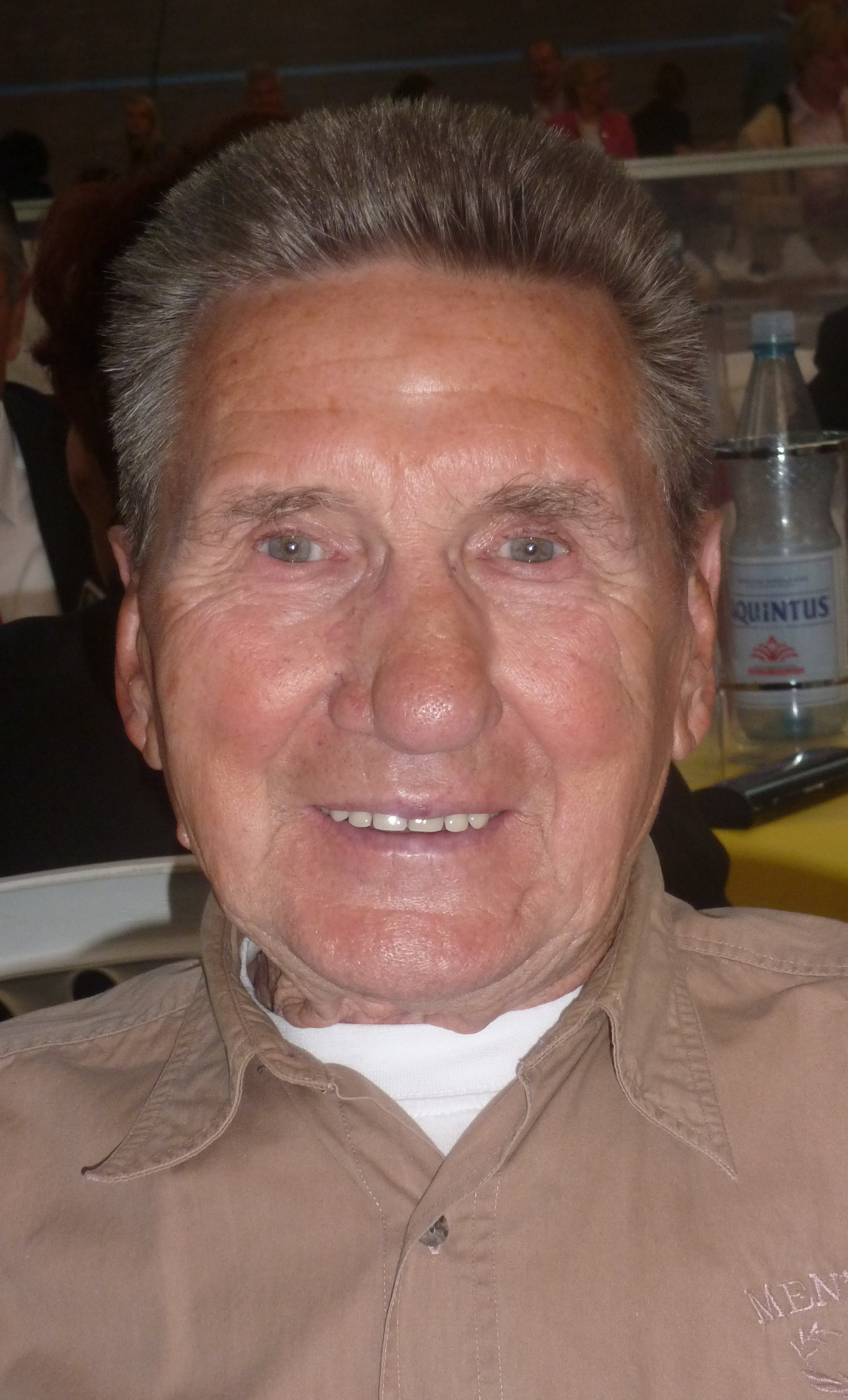
Ehrenfried Rudolph, 2011

Ehrenfried Rudolph (* 14. August 1935 in Krefeld) ist ein ehemaliger deutscher Radrennfahrer und nationaler Meister im Radsport. 
Schon 1957 zeichnete sich ab, dass der in Krefeld geborene Ehrenfried Rudolph ein Bahnspezialist werden würde, als er es mit 22 Jahren geschafft hatte, erstmals deutscher Meister (im Tandemfahren mit Willy Franssen) zu werden. 1961 folgte ein Titel im Sprint, während er 1962 gleich drei Meistertitel holte: im Sprint, im 1000-Meter-Zeitfahren und nochmals im Tandemrennen, gemeinsam mit Hans-Peter Kanters. Im selben Jahr errang er den Weltmeistertitel der Amateure in der Mannschaftsverfolgung (mit Bernd Rohr, Klaus May und seinem Vereinskollegen vom RC Staubwolke Krefeld, Lothar Claesges).

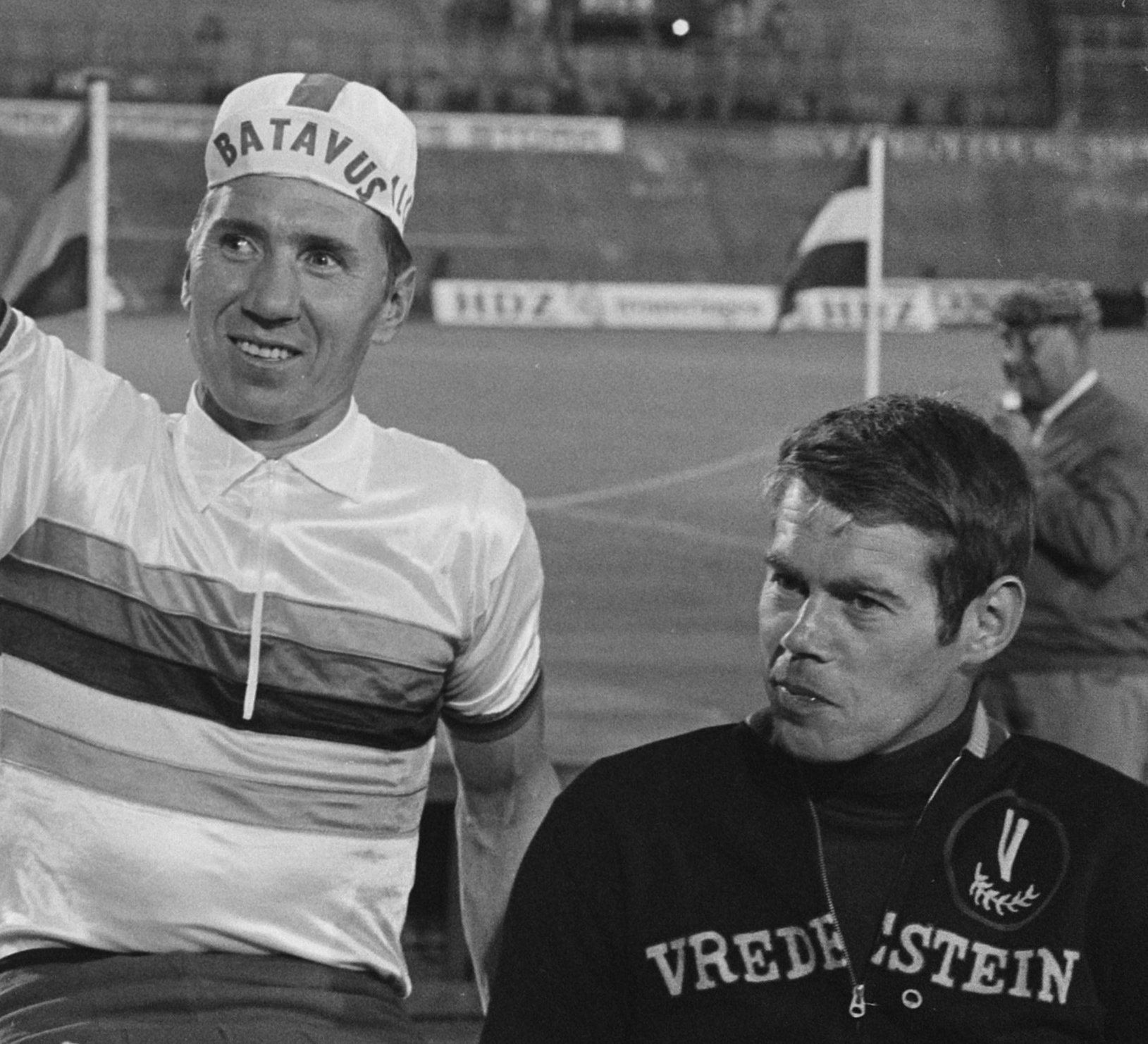
Ehrenfried Rudolph (links) mit Bruno Walrave, 1970

In der Winterbahnsaison 1962/1963 bestritt er als Berufsfahrer erste Sechstagerennen und errang schon 1963 den zweiten Platz im Sprint bei den deutschen Bahn-Meisterschaften. Bei den Profis avancierte er zum Steher-Spezialisten und wurde schon im Jahr darauf Dritter der Deutschen Steher-Meisterschaften. Er bestritt in den folgenden Jahren fast ausschließlich Steherrennen, aber auch zahlreiche Sechstagerennen im In- und Ausland.  Als Straßenfahrer ging er nur selten an den Start, gewann dort zwei Rennen: 1961 als Amateur bei Köln-Schuld-Frechen und 1970 bei einem Profi-Kriterium in Krefeld hinter Dernys.
Bis 1969 wurde Rudolph viermal Deutscher Steher-Meister. 1966 wurde er Vize-Weltmeister, hinter Schrittmacher Georges Grolimund. Bei den Bahn-Weltmeisterschaften 1970 in Leicester wurde er Steher-Weltmeister der Profis, hinter Schrittmacher Bruno Walrave. 1971 siegte er bei den Europameisterschaften im Steherrennen. Mit der Sechstagesaison 1972/1973 beendete er seine Karriere im Alter von 37 Jahren.
Nach dem Ende seiner aktiven Radsport-Laufbahn wurde er selbst Schrittmacher. 1984 führte er den deutschen Radsportler Ralf Stambula bei den Bahn-Weltmeisterschaften in Barcelona auf Rang drei.